# ابوسهل نوبختی
اسماعیل بن علی بن اسحاق بن ابی سهل بن نوبخت معروف به ابوسهل اسماعیل نوبختی یا ابوسهل نوبختی (زاده ۲۳۷ و درگذشته ۳۱۱ هجری قمری) متکلم شیعه دوازده امامی بوده است. وی از بزرگان خاندان نوبختی بوده و در دوره موسوم به غیبت صغری می‌زیسته و در نشر تشیع دوازده امامی در دوران حیرت تلاش فراوان کرده است.

## زندگی
ابوسهل نوبختی یکی از متفکّران و متکلّمان شیعه در قرن سوم است، که او را در شمار «فلاسفه شیعه» ثبت کرده‌اند و در سالهای ۲۳۷ تا ۳۱۱ می‌زیسته است. وی شاگردان چندی تربیت کرده است. گفته‌اند: او در فلسفه و کلام، مکتب و روش خاصی داشت که مدت‌ها پابرجای بود، و زمانی دراز افکار این فیلسوف در مجامع علمی بررسی می‌شد. گروهی از دانشمندان از مکتب او استفاده‌ها کردند، و پس از او، در رأس نهضت فکریِ قرن چهارم هجری قرار گرفتند. همچنین شاعر معروف، ابوعُبادَه بُحْتُری، در ثنای او چکامه‌هایی چند سروده است. از ابوسهل نوبختی، بیش از ۳۰ تألیف، در رشته‌هایی چند از علوم عقلی و کلامی و تحقیقی برجای مانده است. این عالم، فیلسوف و متفکّر بزرگ، از اصحابِ حسن عسکری بود.
ابو سهل ـ که از پرچمداران مبارزه با کسانی چون شلمغانی (متوفای ۳۲۲ ق) و حلاج (متوفای ۳۰۹ ق) شمرده شده ـ کتابهای فراوانی در دفاع از اصول اعتقادی توحید، نبوت و امامت، و نیز مسائلی چون حدوث عالم، محال بودن رؤیت خداوند، ماهیت انسان و نفی جبر نگاشته است. چند رساله از او نیز به رد دیدگاه‌های ابن راوندی اختصاص دارد. به گفته ابن حجر عسقلانی (متوفای ۸۵۲ ق) وی کتابی دربارهٔ ملل و نحل نیز داشته که شهرستانی در کتاب مشهور خود از آن بهره گرفته است. متأسفانه امروزه هیچ‌کدام از این آثار در دست نیست، اما دیدگاه‌هایی که شیخ مفید به نوبختیان نسبت می‌دهد ـ و به تأیید یا رد آنها می‌پردازد ـ می‌توانند تا حدی از محتوای آثار یاد شده و اعتقادات ابوسهل و خواهرزاده‌اش (ابو محمد) پرده بردارند.
گفتنی است که شیخ صدوق در مقدمه کتاب کمال الدین بخشهایی از کتاب التنبیه فی الامامه (نوشته ابوسهل نوبختی) را آورده است.

## دیدار با امام یازدهم شیعیان
گفته شده در بیماریِ درگذشتِ حسن عسکری، به عیادت آن امام رفته است، و مهدی را در حضور پدر دیده است. ابوسهل شرح این دیدار را به تفضیل نقل کرده است، از جمله گوید: در آن حالِ بیماری، حسن عسکری خواست تا آن کودک را نزد او آورند.
مهدی را که در آن هنگام کودک بود، نزد پدر آوردند. او به پدر سلام کرد.
من به او نگریستم. رنگی سفید و درخشان داشت، مویهایش پیچیده و مجعّد بود، و دندانهایش گشاده.
حسن او را با جمله «یا سیّد اَهل بیته» مخاطب قرار داد، یعنی: ای سرور خاندانِ خود؛ و سپس از فرزند خواست تا در خوردنِ دوایی که برایش جوشانیده بودند، به او کمک کند؛ و او چنین کرد؛ و سپس پدر را وضو داد. آنگاه حسن عسکری به او فرمود: «ای پسرک من! تویی مهدی، و تویی حجّت خدا بر روی زمین…»